# ルガーノ宣言

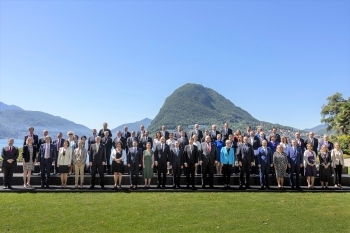
外務省によって公開された会議の様子。

ルガーノ宣言（ルガーノせんげん、英: Lugano Declaration、宇: Принципи Лугано）は、2022年ロシアのウクライナ侵攻によって破壊されたウクライナの復興に向けた国際会議で採択された宣言である。ルガノ宣言とも呼称される。

## 概要

### ウクライナ復興会議
ロシアによるウクライナへの侵攻が始まってから、ウクライナの都市は急速に破壊された。同国の復興に向けた国際会議をスイスが主催し、2022年7月4日・5日に同国ルガーノで行われた。この会議には日本を含む約40か国、EUやNATOなどが参加した。日本側の代表として出席した鈴木貴子外務副大臣は「日本は、戦後の荒廃の中から経済発展を遂げ、東日本大震災をはじめ、たび重なる自然災害からも復興を成し遂げてきた」と述べ、これまでの経験を活かし復興を支援することを表明した。

### 採択された宣言
復興に関しては、各国からの支援をもとにウクライナ主導で行うこと、復興のための資金の利用の透明性を確保することなど、宣言は7つの原則からなる。